# Michel de L'Hospital
Pour les articles homonymes, voir L'Hospital (homonymie) et L'Hôpital.
Michel de L'Hospital, parfois orthographié L'Hôpital, né selon les sources entre 1503 et 1507, au château de la Roche à Chaptuzat, près d'Aigueperse, en Auvergne, et mort le 13 mars 1573 au château de Belesbat à Boutigny-sur-Essonne, est conseiller au parlement de Paris (1537), ambassadeur au concile de Trente, maître des requêtes, surintendant des Finances (1554), chancelier de France (1560) et poète latin. Son nom reste associé aux tentatives royales de pacification civile durant les guerres de religion.

## Biographie

### Famille et formation
Michel de L'Hospital, dont la généalogie lointaine semble être inconnue, est le petit-fils d'un médecin, Charles de L'Hospital, et le fils de Jean de L'Hospital (né vers 1474-76), premier médecin et conseiller de Charles, duc de Bourbon et connétable de France (par la suite celui de sa sœur Renée, duchesse de Lorraine et de Bar), bailli de Montpensier et auditeur des comptes. Il accompagne son père qui avait suivi Charles de Bourbon dans son exil italien.
Il y fait ses études et y voyage beaucoup. Il commence sa formation en Italie à l'université de Padoue, où il deviendra professeur de droit civil. Cette formation peut en partie expliquer l'ampleur des réformes judiciaires voulues par Michel de L'Hospital. Il s'est également rendu à Rome, lieu de pèlerinage traditionnel où il a été, entre autres, auditeur de la Rote, ce qui lui vaudra une grande réputation de savant. Il rentre en France en 1534.
Avocat sans le sou, il ne peut prétendre à une place de conseiller au Parlement. Un ami, Pierre Filhol, archevêque d'Aix et gouverneur de Paris, ancien président de la Cour des comptes, lui conseille de se marier. C'est ainsi, qu'en 1537, il épouse Marie Morin, fille de Carole de Montmirail et de Jean Morin, lieutenant criminel du Châtelet, ayant obtenu en reconnaissance de services rendus au roi un office de conseiller clerc au parlement de Paris pour la dot de sa fille. De leur union naquirent trois filles, dont seule l'aînée, Madeleine, accédera à l'âge adulte et sera éduquée en protestante, sa mère s'étant nouvellement convertie au culte réformé.
Sa carrière de juriste se poursuit lorsqu'il est nommé délégué aux Grands Jours de justice de Moulins en 1540, de Riom en 1542 et de Tours en 1546. Il est le représentant du roi Henri II au Concile de Trente en 1547 et est nommé chancelier privé de Marguerite de France en 1550. Devenu contrôleur des finances, il entre au Conseil privé et acquiert en 1555 la charge de premier président de la Chambre des comptes de Paris.
En 1560, il devient chancelier de France.
Aimant les séjours à la campagne, il achète, en 1546, un petit domaine à l'abandon qui deviendra plus tard un refuge : sa terre du Vignay, commune de Gironville (aujourd'hui dans le sud de l'Essonne, au sud-ouest de Nemours) où il demeurait au début de l'année 1573 avant de se rendre à 10 km, au château de Belesbat, demeure depuis 1556 de sa fille et de son gendre Hurault de Belesbat, maître des requêtes, avec leurs neuf enfants. Il expédie deux lettres à Charles IX, avec l'acte de démission de sa fonction de chancelier, et fait rédiger son testament par son petit-fils, Michel Hurault. Il meurt peu après, le 13 mars, presque âgé de 70 ans, en pleines guerres de religion, il est enterré en pleine nuit dans l'église Sainte-Madeleine de Champmotteux (à une vingtaine de kilomètres d'Étampes) où l'on peut encore voir son tombeau.

Le tombeau de Michel de L'Hospital dans l'église Sainte-Madeleine de Champmotteux (Essonne).
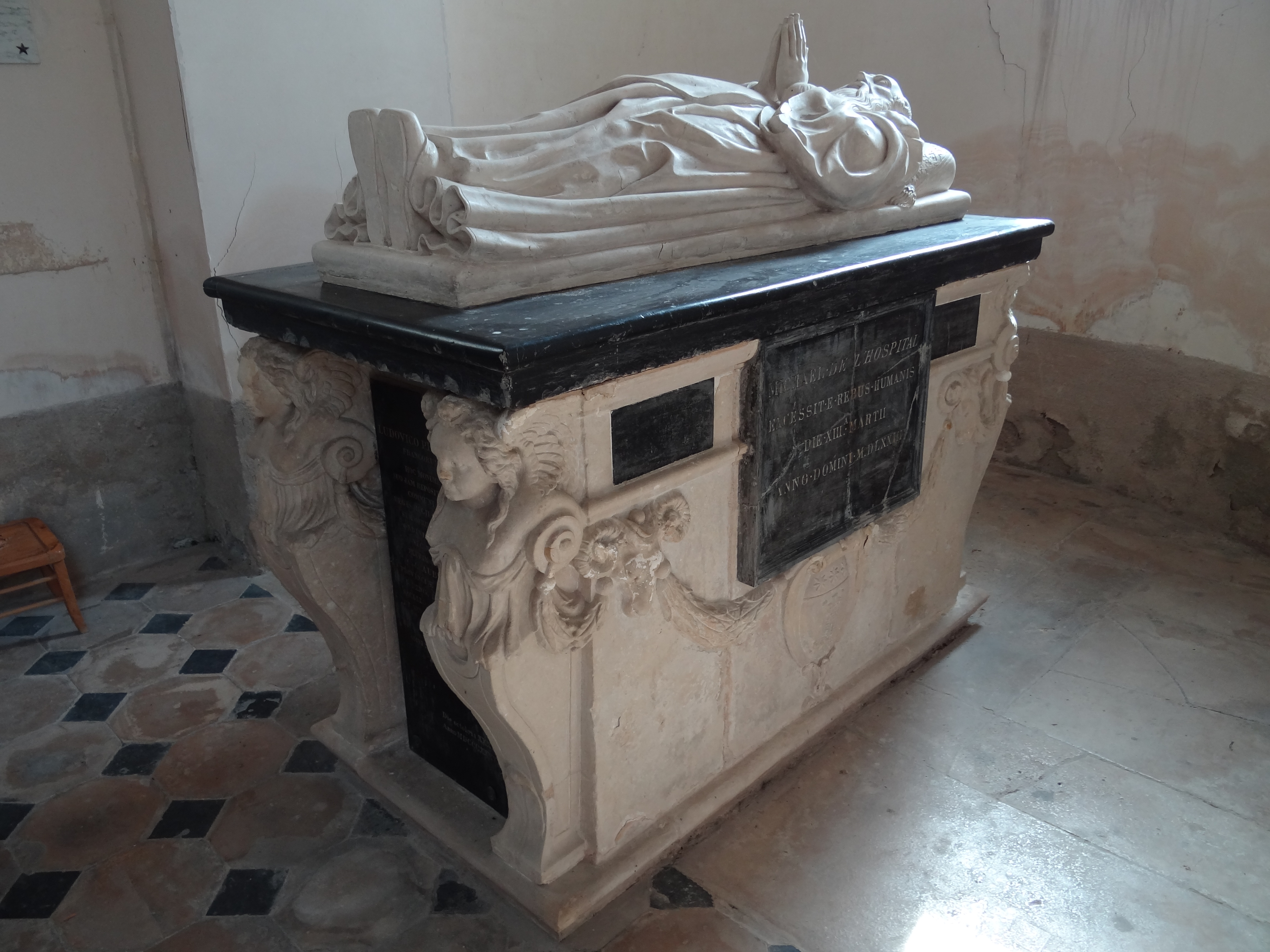
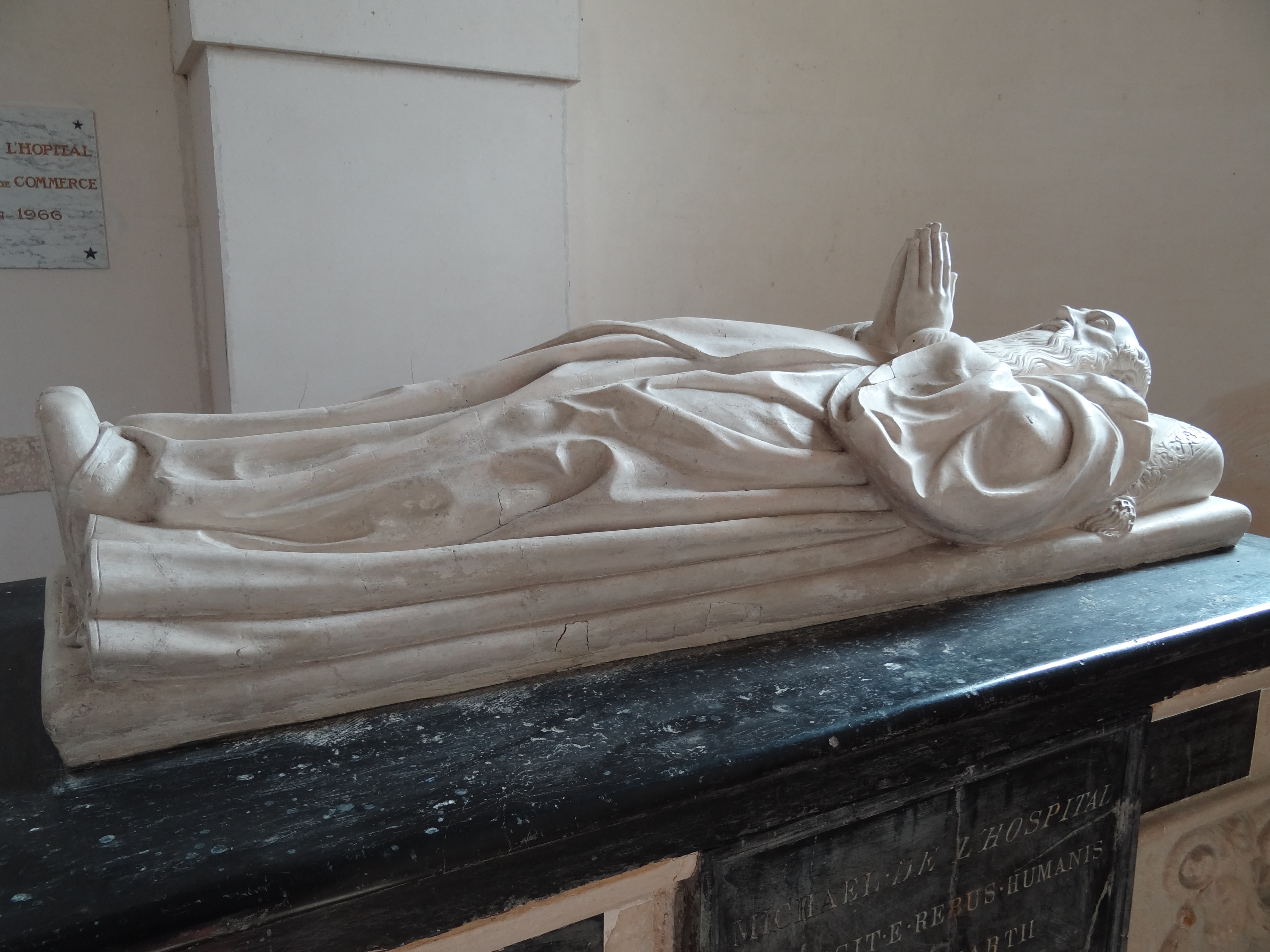
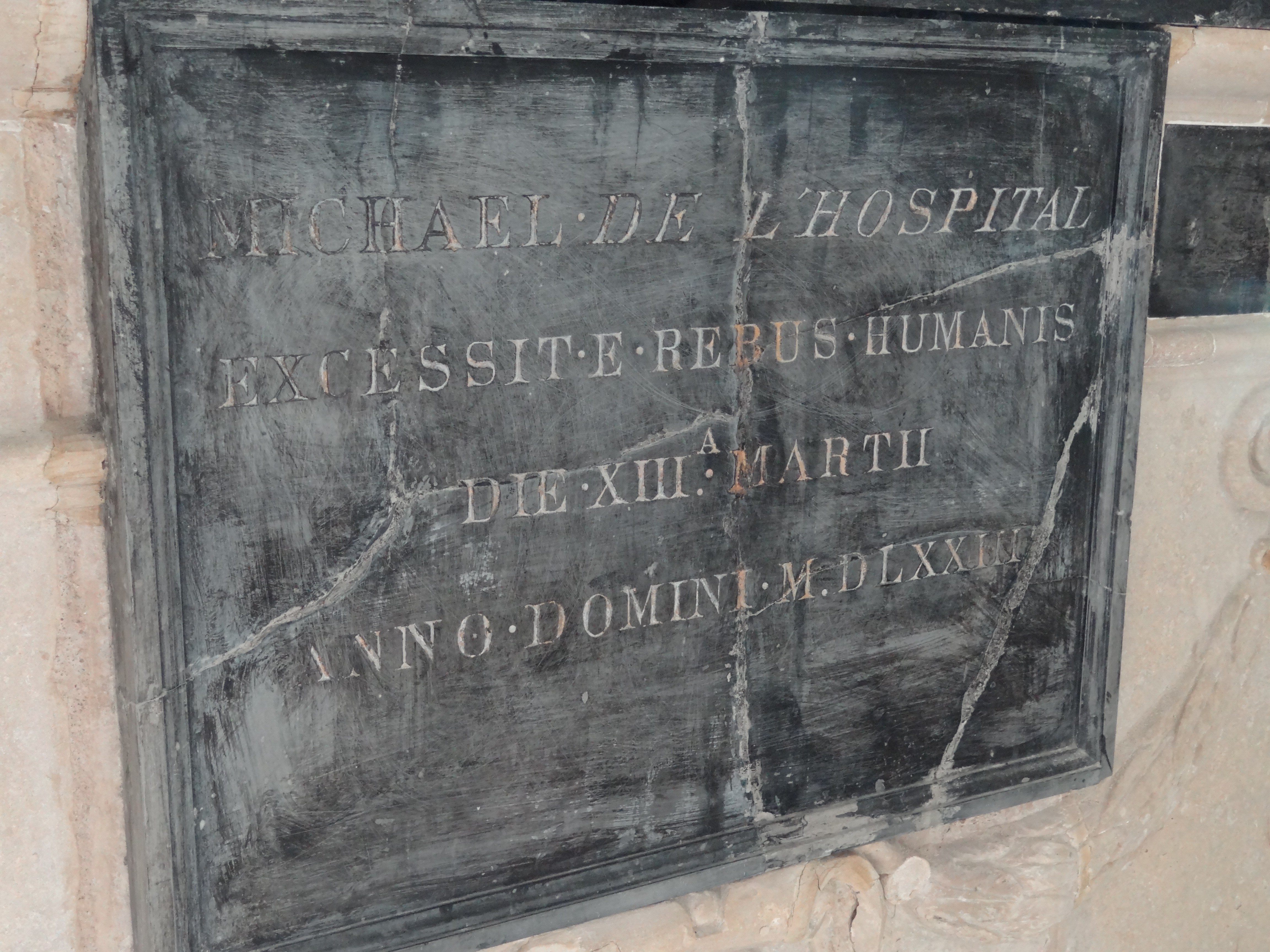

## L'œuvre politique

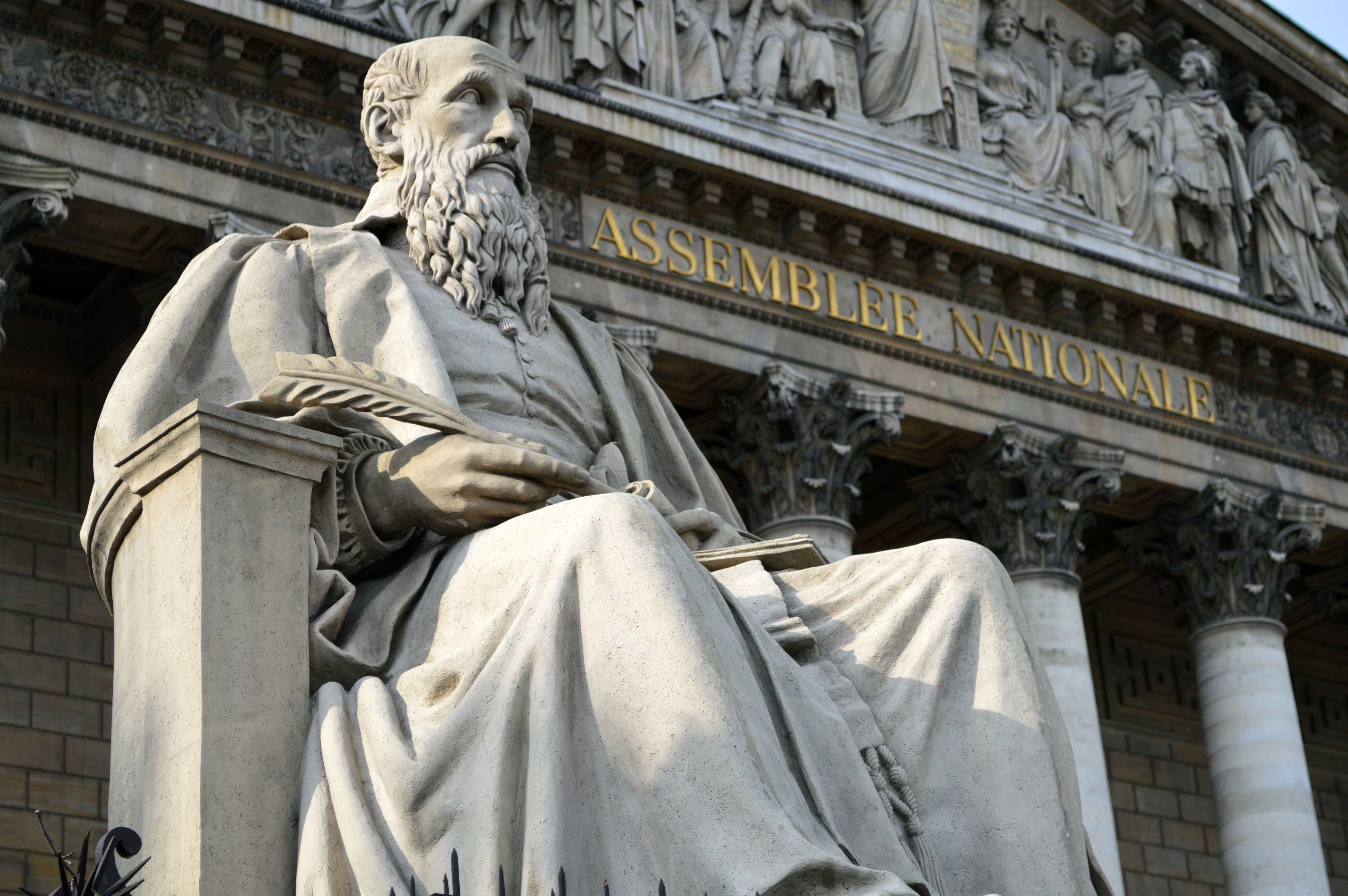
Statue de Michel de L'Hospital au palais Bourbon.

### L'œuvre législative
Juriste de formation, Michel de L'Hospital, nommé chancelier de France le 1er mai 1560 par le roi François II, est le principal collaborateur de la régente Catherine de Médicis. Après les États d'Orléans dont voici un extrait du discours qu'il y a prononcé : « Tu dis que ta religion est meilleure. Je défends la mienne. Lequel est le plus raisonnable, que je suyves ton opinion ou toy la mienne ? Ou qui en jugera si ce n'est un saint concile ? Ostons ces mots diaboliques, noms de parts, factions et séditions, luthériens, huguenots, papistes. Ne changeons le nom de chrestien. », il va obtenir que les questions religieuses soient débattues lors de sa convocation des représentants des religions catholiques et réformées au colloque de Poissy (1561) au cours duquel il essaie d'harmoniser les points de vue des uns et des autres. Mais confronté au fanatisme des deux camps, il échoue. En janvier 1562, il fait promulguer l'édit de Janvier, qui reconnaît officiellement aux protestants le droit de s'assembler pour leur culte dans les faubourgs des villes et à la campagne.
Le 17 mai 1563, Michel de L'Hospital rend compte de la situation financière du royaume devant le parlement de Paris pour le pousser à accepter un édit. La France, en la personne du jeune roi Charles IX, a 50 millions de livres de dettes, dont cinq sont nécessaires pour payer les troupes et expulser les Anglais hors du Havre. Les recettes de l'année précédente sont de 850 000 livres environ et les dépenses de 18 millions. L'édit du 13 mai 1563 prévoit de vendre les biens du clergé pour créer des rentes de 100 000 écus par an. Le Parlement d'abord hostile finit par accepter.
Michel de L'Hospital œuvra pour la simplification du droit français. La tradition lui attribue une grande partie des édits promulgués entre 1563 et 1567 (dont la généralisation en 1565 des tribunaux des juges et des consuls, les actuels tribunaux de commerce, le premier ayant été créé à Paris en 1563). Il aurait joué un rôle décisif dans l'assemblée du Conseil élargi (où siègent les princes de sang, grands officiers, présidents des parlements), qui commence ses travaux à Moulins en 1566 et qui débouche sur l'ordonnance de Moulins. Selon cette ordonnance, les parlements ne pourront refuser d'enregistrer les édits ou ordonnances ni de les faire appliquer, même au cas où des remontrances seraient présentées. L'édit de Moulins quant à lui affirme l'inaliénabilité du domaine royal (sauf les apanages). C'est le promoteur des édits de Fontainebleau sur l'arbitrage et la transaction. Après la mort de François II (1560), il a pour projet de diminuer le nombre d'officiers.

### La question de la majorité royale
La minorité de Charles IX est un handicap sérieux, l'autorité d'un roi mineur n'a pas le même poids que celle d'un roi adulte. La référence en matière de majorité est l'ordonnance de Charles V de 1374 qui fixe la majorité des rois de France à « 13 ans révolus ». Cependant, à la mort de son auteur, elle n'a pas été appliquée et sa valeur est critiquée par les conjurés d'Amboise. Les termes de cette ordonnance sont ambigus : la quatorzième année est-elle le lendemain du treizième anniversaire ou le jour du quatorzième ? La première des innovations du 17 août 1563 consiste à déclarer la majorité du jeune souverain lors d'un lit de justice non au parlement de Paris mais dans un parlement de province, celui de Rouen. La seconde est l'interprétation que le chancelier fait de l'ordonnance de Charles V : la quatorzième année doit être commencée et non accomplie. Cette déclaration de majorité est aussi l'occasion pour le chancelier de rappeler deux principes qui lui sont chers, le principe de la continuité monarchique et celui du roi législateur (la souveraineté réside dans le pouvoir de faire les lois et seul le roi a ce pouvoir).

### Les guerres de religion
Huguenot dissimulé aux yeux des catholiques de son temps, il est partisan de l'unité et de la tolérance. Bien qu'il doive sa première carrière à une protectrice de la Réforme, Marguerite de France, sœur d'Henri II, et bien que sa femme et sa fille se soient converties, c'est grâce à l'influence du cardinal de Lorraine, un catholique, qu'il est promu chancelier en 1560. Influencé au départ par les idées de concorde religieuse de ce dernier, après l'échec du colloque de Poissy, son évolution le conduit à accepter une tolérance civile, solution politique qui correspond à son profond respect des libertés de conscience. Son gallicanisme le pousse à tenir des positions fermes concernant l'indépendance temporelle de l'Église et de la couronne vis-à-vis du pape, et explique sa rupture en 1564 avec le cardinal de Lorraine qui, revenu du concile de Trente, voulait en faire accepter les décrets en France. Sa volonté de maintenir l'équilibre instauré par l'édit d'Amboise (1563) le pousse à une certaine violence. En 1566, on lui reproche même de n'être pas passé par le Conseil pour envoyer des lettres patentes autorisant les protestants à appeler des pasteurs à leur chevet. Il aurait voulu supprimer la vénalité des offices.
Cependant, il échoue dans ses tentatives d'apaisement du conflit. Rêvant d'un concile national impossible, il se heurte rapidement aux Guise qui ont arraché aux États généraux de Fontainebleau la condamnation des Rohan, qu'il refuse de signer, à la difficulté d'application de l'édit d'Amboise et au manque de tolérance de ses compatriotes. En 1567, la « surprise de Meaux » et l'humiliante retraite du jeune roi vers Paris est un revers pour la politique du chancelier qui est accusé d'avoir favorisé le parti huguenot.
La paix de Longjumeau (1568) apparaît comme une ultime tentative pour sauver sa politique de tolérance civile. Elle suscite une flambée de la colère catholique. L'Hospital tente alors l'impossible pour s'opposer aux intransigeances. Il refuse ainsi le sceau à la publication d'une bulle papale autorisant une deuxième aliénation des biens du clergé parce que la condition en est l'engagement du roi de France à extirper l'hérésie. L'influence des Guise grandit au Conseil alors que la sienne diminue. Lors d'une séance au Conseil, il est insulté par le cardinal de Lorraine et le duc de Longueville et le roi doit le faire accompagner par quatre gardes pour lui éviter des affronts.
Il rend les sceaux peu après que la troisième guerre de religion a commencé. Il rédige un long mémoire au roi pour justifier sa politique avant de démissionner de sa charge le 1er février 1573. Le nouveau garde des sceaux, Jean de Morvillier, est un modéré proche du chancelier, mais le départ de Michel de l'Hospital marque l'échec de la politique de tolérance civile.

## Un philosophe de son temps

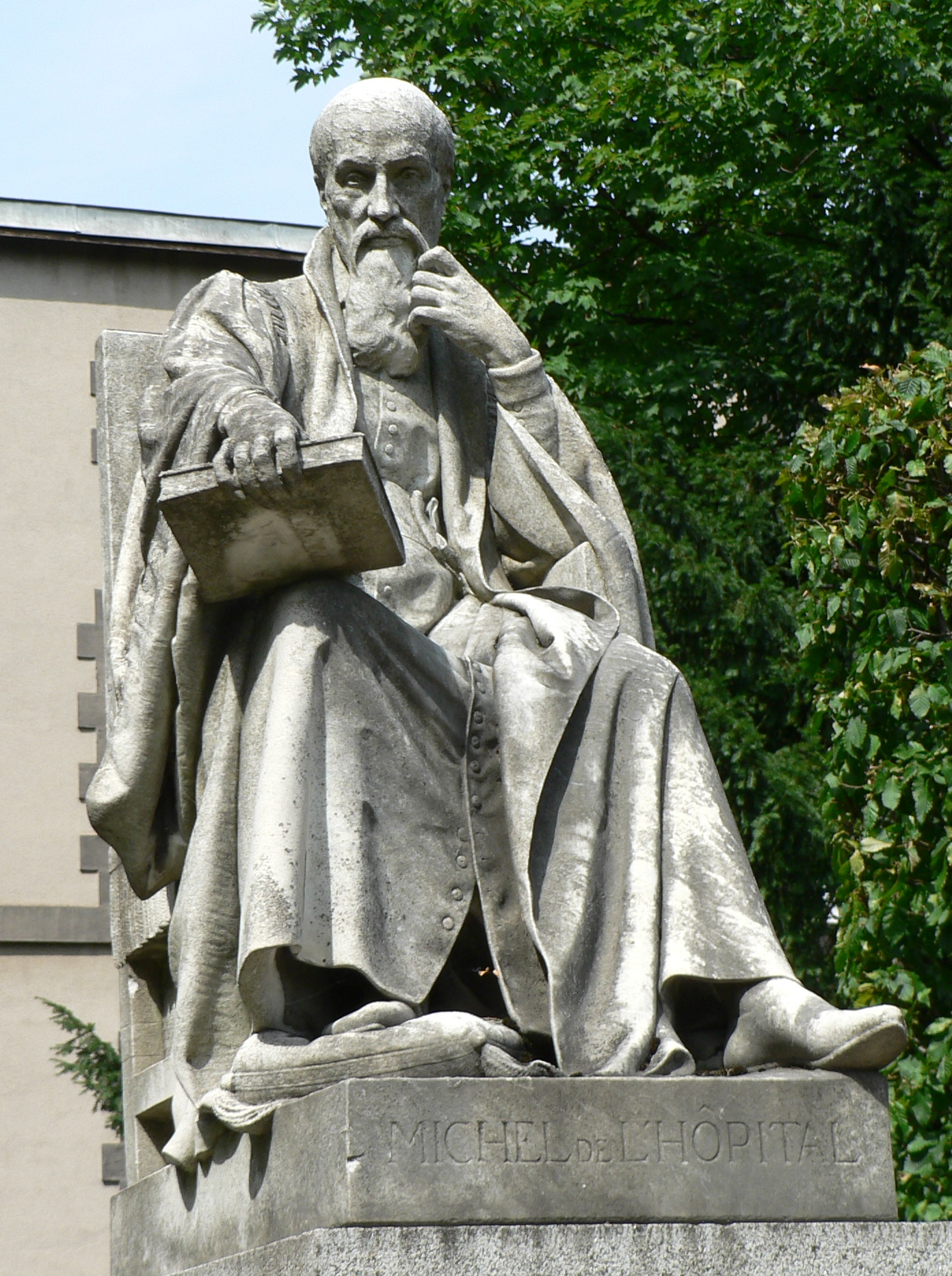
Statue de Michel de L'Hospital dans la cour de la Sainte-Chapelle de Riom.

### Un partisan de la conciliation
Michel de L'Hospital est avant tout le symbole d'une politique de conciliation et de pacification. Malgré l'appui de Ronsard et le voyage de présentation du nouveau roi à son peuple, sa politique de réconciliation échoue totalement. Ses efforts et ceux de Catherine de Médicis sont ruinés par le massacre de Vassy le 1er mars 1562 qui marque le début des guerres de religion.
Il se retire en 1568 pour s'établir dans sa propriété de Vignay, sur la paroisse de Champmotteux. Lors de la Saint-Barthélemy, il aurait fait ouvrir les portes de son château à une foule fanatique, qui lui laissa la vie sauve. Michel de l'Hospital reste encore aujourd'hui un symbole de tolérance ; ainsi, il figure parmi les quatre statues d'hommes illustres placées devant le palais Bourbon.
Ses principes de tolérance seront repris par Jean Bodin, à qui il avait donné son appui lorsque ce dernier était à Toulouse, vers 1559.
« Le couteau vaut peu contre l'esprit ».
« 
[…] le plus grand homme de France, si ce titre est dû au génie, à la science et à la probité réunies. »
— Voltaire, Essai sur les mœurs et l'esprit des nations ch. 172 p. 522

### Un protecteur de laPléiade
Michel de L'Hospital a protégé Ronsard, qui fréquentait les proches du roi : Marguerite de France, sœur du roi Henri II, Jean de Morel (1510-1581) et Jean de Brinon. Ronsard lui consacre un poème dans le cinquième Livre des Odes.

### Un écrivain
L'Hospital est aussi écrivain. Poète, il publie des Épîtres en latin, dont la plupart sont adressées à des contemporains, notamment le roi Henri II, Joachim Du Bellay, Marguerite de France, etc. Comme le  note Denis Crouzet, dans ces poèmes, qui comportent de nombreuses références autobiographiques, le poète évoque à maintes reprises « le bonus civis [bon citoyen] capable de se sacrifier pour défendre la Res publica, l'homme de vertu qui fait don de soi à la chose publique ».
La majorité de ses écrits sont en rapport direct avec son rôle politique : Traité de la réformation de la justice, Harangues, mercuriales et remontrances, Mémoire sur la nécessité de mettre un terme à la guerre civile (1570), Le but de la guerre et de la paix (1570), Discours pour la majorité de Charles IX et trois autres discours.

## Hommages

### Établissements qui portent son nom
- Collège Michel-de-L'Hospital à Riom.

### Voies publiques
- une rue à Ambert ;
- une avenue à Béziers ;
- une rue à Bobigny ;
- une rue à Brioude ;
- une place à Clermont-Ferrand ;
- une rue à Issy-les-Moulineaux ;
- une avenue à Montluçon ;
- une rue à Montpellier ;
- une rue à Moulins ;
- une avenue à Poissy ;
- une rue à Saint-Ouen-l'Aumône ;
- une avenue à Saint-Quentin ;
- une avenue à Sigean ;
- une rue à Saint-Bonnet-près-Riom ;
- un boulevard à Riom ;
- une rue à Dijon ;
- une rue à Casablanca (Roches Noires), au Maroc.

### Statues
- Paris , palais du Luxembourg (Sénat) : statue en pied ;
- Paris, devant le palais Bourbon, façade côté quai d'Orsay : statue assise réalisée par Louis Pierre Deseine. Elle fait partie d'un groupe de quatre statues de grands personnages de l'histoire de France. En 1989, lors d'une restauration, elles sont remplacées par des moulages.
- Paris, palais du Louvre, cour Napoléon, aile Daru : statue en pied, œuvre d'Eugène Guillaume ;
- Paris, musée Carnavalet : statue assise, œuvre de Louis Pierre Deseine, maquette en plâtre de la statue du palais Bourbon[9] ;
- Aigueperse (Puy-de-Dôme), cour de l'hôtel de ville : statue en pied ;
- Riom, cour de la Sainte-Chapelle : statue assise ;
- Versailles, musée de l'histoire de France : statue en pied, marbre, œuvre d'Étienne-Pierre-Adrien Gois (1777) ;
- Champmotteux (Essonne), église Sainte-Madeleine, chapelle latérale méridionale : tombeau du chancelier, comportant son gisant sur une table de marbre noir[10].

### Amphithéâtres
- Clermont-Ferrand, école de droit (380 places).

### Divers
- son portrait peint par Joseph Beaume (1796-1855), reproduit par l'imprimeur-lithographe Cornillon (coll. pers.).
- Un timbre postal représentant Michel de L'Hospital a été émis le 13 juin 1960.
- La promotion 1979 de l'École nationale d'administration porte son nom.

### Œuvres de Michel de l'Hospital
- Harangues, remontrances et mémoires d'état (1560) En ligne sur Gallica
- Traité de la réformation de la justice
- Mémoire sur la nécessité de mettre un terme à la guerre civile (1570) En ligne sur Gallica
- Le but de la guerre et de la paix (1570)
- Discours pour la majorité de Charles IX et trois autres discours, édition établie, présentée et annotée par Robert Descimon, Paris : Imprimerie Nationale (coll. « Acteurs de l'histoire »), 1995.
- Epistolae
  - Œuvres complètes de Michel L' Hospital ,.... T.3 Texte en latin des Carmina. En ligne sur Gallica
  - Poésies (1585, 1732). Édition critique du livre I : Michel de l’Hospital. Carmina. Livre I. Édité, traduit et commenté par Perrine Galand et Loris Petris, avec la participation de David Amherdt. Genève, Droz, 2014  (ISBN 978-2-600-01785-5)

### Études et ouvrages
- Albert Buisson, Michel de L'Hospital (1503-1573), Hachette, 1950, 272 p.
- Michel Cassan, « Denis Crouzet. La sagesse et le malheur. Michel de L 'Hospital chancelier de France [compte-rendu] », Histoire, économie & société,‎ 2000, p. 293-294
- Denis Crouzet, La sagesse et le malheur : Michel de l'Hospital, Chancelier de France, Seyssel, Champ Vallon, collection « Époques », 1998, 608 p.
- Pierre Estienne, Étude sur Michel de l'Hospital, Bulletin de la Société académique de Brest, 2e série Tome X, 1884-1885, p. 333-356, lire en ligne.
- Jean Héritier, Michel de L'Hospital, Flammarion, 1943, 238 p.
- Seong-Hak Kim, Michel de L'Hôpital. The Vision of a Reformist Chancellor during the French Religious Wars, Kirksville, Missouri, coll. « Sixteenth Century Essays & Studies », vol. XXXVI, 1997, 218 p.
- Émile Dupré Lasale, Michel de L'Hospital avant son élévation au poste de Chancelier de France (1505-1558), Paris, Ernest Thorin, 1875.
- (en) Howell A. Lloyd, Jean Bodin, 'this Pre-eminent Man of France' : An Intellectual Biography, Oxford University Press, 2017
- Didier Valette, « Les grandes œuvres juridiques. Présentation de l’œuvre de Michel de L’Hospital, Traité de la réformation de la justice », sur http://revues-msh.uca.fr/revue-cmh, 7 février 2024 (consulté le 20 septembre 2024)
- Thierry Wanegffelen (dir.), De Michel de L'Hospital à l'Édit de Nantes : politique et religion face aux Églises, Clermont-Ferrand, Presses universitaires Blaise Pascal, coll. « Histoires croisées », 2002 (ISBN 2-84516-159-X, présentation en ligne), [présentation en ligne].
- Loris Petris, La plume et la tribune : Michel de L'Hospital et ses discours (1559-1562), Genève, Droz, 2002, 610 p. (présentation en ligne).

#### Bases de données et dictionnaires
- Ressource relative aux beaux-arts :   - British Museum
- Notices dans des dictionnaires ou encyclopédies généralistes :   - Britannica
  - Brockhaus
  - Den Store Danske Encyklopædi
  - Deutsche Biographie
  - Dizionario di Storia
  - Enciclopedia italiana
  - Gran Enciclopèdia Catalana
  - Hrvatska Enciklopedija
  - Internetowa encyklopedia PWN
  - Nationalencyklopedin
  - Proleksis enciklopedija
  - Treccani
  - Universalis
- Notices d'autorité :   - VIAF
  - ISNI
  - BnF (données)
  - IdRef
  - LCCN
  - GND
  - Italie
  - Japon
  - CiNii
  - Espagne
  - Belgique
  - Pays-Bas
  - Pologne
  - Israël
  - NUKAT
  - Catalogne
  - Suède
  - Vatican